# Pic de l'Àguila (Cabrera d'Anoia)
El Pic de l'Àguila és una muntanya de 403 metres que es troba al municipi de Cabrera d'Anoia, a la comarca de l'Anoia.